# Frank Vandenbroucke
Frank Vandenbroucke (Mouscron, 6 novembre 1974 – Saly Portudal, 12 ottobre 2009) è stato un ciclista su strada belga.

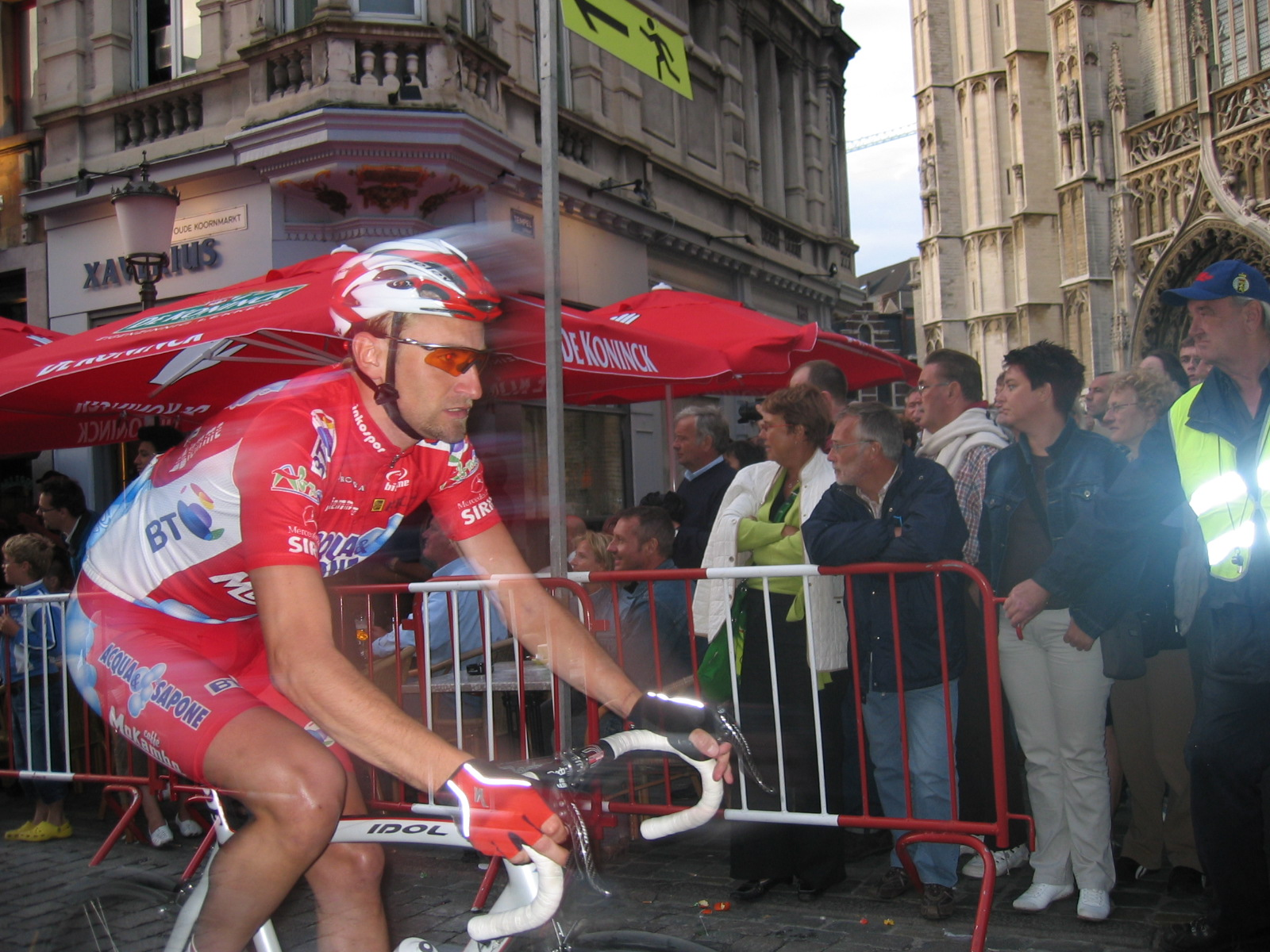
Vandenbroucke con la maglia dell'Acqua & Sapone

Professionista dal 1994 al 2009, vinse la Liegi-Bastogne-Liegi nel 1999.

## Carriera

### Gli esordi e l'ascesa ai vertici
Figlio del fratello di Jean-Luc Vandenbroucke, si mise presto in evidenza come specialista delle corse in linea, e dopo i grandi risultati ottenuti nelle categorie giovanili passò al professionismo nel 1994 con la Lotto-Caloi, a soli 19 anni, saltando la categoria dilettanti. Gli esperti si attendevano da lui grandi risultati ed inizialmente rispose alle attese, ottenendo subito delle buone vittorie, tra cui, nel 1995, quella alla prestigiosa Parigi-Bruxelles.
Nel 1996, alla sua terza stagione pro, in maglia Mapei, ottenne ben quattordici vittorie, aggiudicandosi tra gli altri il Tour Méditerranéen, il Trofeo Laigueglia, lo Scheldeprijs, il Giro d'Austria e il Grand Prix de Ouest-France a Plouay. L'anno dopo conquistò la Rund um Köln e il Trofeo Matteotti, mentre a inizio 1998 vinse la Parigi-Nizza. In quella corsa si impose nella prima tappa, una cronometro individuale di 10,2 km, e conservò la maglia di leader fino a fine corsa, imponendosi anche sull'arrivo in salita del Col de la Republique alla quinta frazione: vinse infine con 4" su Laurent Jalabert. Poche settimane dopo conquistò anche la Gand-Wevelgem, imponendosi in una volata di 31 corridori su Lars Michaelsen e Nico Mattan; concluse quindi secondo alla Freccia Vallone, a 6" da Bo Hamburger, sesto alla Liegi-Bastogne-Liegi e secondo al Gran Premio di Svizzera a Zurigo.
La consacrazione definitiva la ebbe nel 1999, in maglia Cofidis, quando conquistò in solitaria la Liegi-Bastogne-Liegi, una delle corse più impegnative e prestigiose del calendario internazionale; in quella primavera si classificò anche secondo al Giro delle Fiandre e settimo alla Parigi-Roubaix (piazzamenti che contribuirono al suo terzo posto finale in Coppa del mondo), e vinse la Omloop Het Volk. Dopo aver vinto anche due tappe e la classifica a punti alla Vuelta a España di quell'anno, si presentò al campionato del mondo di Verona in splendido stato di forma, e con il ruolo di principale favorito per il successo finale. Già al centesimo chilometro di gara, tuttavia, si toccò col compagno di squadra Nico Mattan e cadde, fratturandosi lo scafoide del polso destro. Pur sofferente, scelse di continuare la corsa e nel giro finale riuscì a rimanere nel gruppetto di testa; in vista del traguardo non riuscì però a rispondere ad Óscar Freire, che andò a vincere con uno scatto negli ultimi 500 metri: concluse settimo.

### 2000-2009: gli ultimi anni
Negli anni successivi, a causa di problemi caratteriali e personali, non riuscì più ad esprimersi agli stessi livelli. Continua a gareggiare, ma senza più ottenere né risultati di rilievo né un ingaggio stabile con una squadra. Disputa l'inizio di stagione 2000 al di sotto delle aspettative. Sembra riprendersi in vista del Tour de France quando si classifica secondo al campionato nazionale in linea, alle spalle di Axel Merckx. Tuttavia nelle prime tappe della corsa francese si piazza sempre lontano dai migliori e si ritira nel corso della decima frazione, la prima di montagna.
Dopo un 2001 di sostanziale inattività, e un 2002 in maglia Domo-Farm Frites marcato da pochi risultati positivi, sembra tornare in forma durante la stagione 2003, quando si accasa presso la Quick Step: dopo essere arrivato quarto all'Omloop Het Volk e nono alla Dwars door Vlaanderen si classifica secondo al Giro delle Fiandre, battuto dal solo Van Petegem, come nel 1999. Successivamente arriva undicesimo alla Liegi-Bastogne-Liegi e ottavo al Giro del Belgio. Si ritira invece alla Vuelta a España, ultimo grande giro della carriera a cui prende parte. Nel 2004, tra le file della Fassa Bortolo, conclude sesto alla Parigi-Nizza e settimo alla Freccia Vallone, mentre nel 2005 è terzo nella cronometro dei campionati nazionali. Il 6 giugno 2007 tenta il suicidio nella sua abitazione nei pressi di Magenta mentre è sotto contratto per la Acqua & Sapone di Palmiro Masciarelli. L'anno dopo è tra le file della Mitsubishi-Jartazi, ma ancora senza risultati.
Disputa l'ultima stagione da professionista, il 2009, con la Cinelli-Down Under. Torna al successo dopo quasi dieci anni dell'ultima vittoria alla Boucle de l'Artois vincendo la seconda tappa, una cronometro individuale di 15 km, e vestendo la maglia di capoclassifica. Tuttavia il giorno seguente, all'ultima frazione della corsa, non riesce a tenere il ritmo del vincitore di giornata, Sergej Firsanov, che conquista anche la classifica finale. Vandenbroucke conclude terzo nella classifica finale. Disputa l'ultima corsa della carriera il 24 giugno alla Halle-Ingooigem, classificandosi sedicesimo.
Il 12 ottobre 2009 viene ritrovato morto a 34 anni in una camera d'albergo a Saly Portudal, località balneare del Senegal a 70 km da Dakar. Non si conoscono le cause del decesso ma, secondo alcuni media belgi, sarebbe rimasto vittima di un'embolia polmonare.

## Palmarès

### Strada
- 1992 (Juniores)

Campionati nazionali, Juniores
- 1994 (Lotto, una vittoria)

6ª tappa Tour Méditerranéen (Tolone > Marsiglia)
- 1995 (Mapei, tre vittorie)

Cholet-Pays de Loire
1ª tappa Tour de Luxembourg
Parigi-Bruxelles
- 1996 (Mapei, quattordici vittorie)

6ª tappa Tour Méditerranéen (Mont Faron > Marsiglia)
Classifica generale Tour Méditerranéen
Trofeo Laigueglia
Scheldeprijs
Binche-Tournai-Binche
Prologo Giro d'Austria
3ª tappa Giro d'Austria
6ª tappa Giro d'Austria
8ª tappa Giro d'Austria
Classifica generale Giro d'Austria
Prologo Tour de la Région Wallonne
2ª tappa Tour de la Région Wallonne
5ª tappa Tour de la Région Wallonne
Grand Prix de Ouest-France
- 1997 (Mapei, sette vittorie)

Giro di Colonia
2ª tappa Giro d'Austria
4ª tappa Giro d'Austria
8ª tappa Giro d'Austria
3ª tappa, 2ª semitappa, Tour de Luxembourg (cronometro)
Classifica generale Tour de Luxembourg
Trofeo Matteotti
- 1998 (Mapei, dieci vittorie)

1ª tappa Parigi-Nizza (Suresnes > Parigi, cronometro)
5ª tappa Parigi-Nizza (Cusset > Col de la République)
Classifica generale Parigi-Nizza
Gand-Wevelgem
Prueba Villafranca de Ordizia
3ª tappa Tour de la Région Wallonne
6ª tappa Tour de la Région Wallonne
Classifica generale Tour de la Région Wallonne
4ª tappa Vuelta a Galicia
Classifica generale Vuelta a Galicia
- 1999 (Cofidis, otto vittorie)

Grand Prix d'Ouverture La Marseillaise
4ª tappa Vuelta a Andalucía (Lucena > Jaén)
Omloop Het Volk
7ª tappa Parigi-Nizza (Sisteron > Valberg)
4ª tappa Tre Giorni di La Panne (cronometro)
Liegi-Bastogne-Liegi
16ª tappa Vuelta a España (Valencia > Teruel)
19ª tappa Vuelta a España (El Escorial > Avila)
- 2004 (Fassa Bortolo, una vittoria)

Grand Prix Marcel Kint
- 2005 (MrBookmaker.com, una vittoria)

Grand Prix Marcel Kint
- 2009 (Cinelli, una vittoria)

2ª tappa Boucle de l'Artois-Trophée Arras Leader (cronometro)

#### Altri successi
- 1999 (Cofidis)

Classifica a punti Vuelta a España

### Pista
- 1993

Campionato belga, Americana

## Piazzamenti

### Grandi Giri
- Tour de France

1997: 50º
2000: ritirato
- Vuelta a España

1998: ritirato
1999: 12º
2003: ritirato

### Classiche monumento
- Milano-Sanremo

1996: 20º
1998: 136º
1999: 48º
2000: 139º
2003: 114º
2004: 66º
- Giro delle Fiandre

1999: 2º
2003: 2º
2004: 44º
2006: ritirato
- Parigi-Roubaix

1999: 7º
2001: ritirato
2003: ritirato
2004: ritirato
- Liegi-Bastogne-Liegi

1998: 6º
1999: vincitore
2003: 11º
2004: 16º

### Competizioni mondiali
- Campionati del mondo

Agrigento 1994- In linea Under-23: ritirato
Verona 1999 - In linea Elite: 7º

## Riconoscimenti
- Sprint d'Or nel 1999
- Kristallen Fiets nel 1999